# Krzysztof (Kovačević)
Krzysztof, imię świeckie Velimir Kovačević (ur. 25 grudnia 1928 w Galveston, zm. 18 sierpnia 2010) – biskup Serbskiego Kościoła Prawosławnego.

## Życiorys
Urodził się w rodzinie emigrantów z Serbii. Był dziewiątym z dwanaściorga dzieci. Uczęszczał do anglikańskiego seminarium Nashotah House, po czym ukończył prawosławne, serbskie seminarium duchowne św. Sawy w Libertyville. Następnie – jako mężczyzna żonaty – przyjął święcenia diakońskie i kapłańskie. Ukończył studia na kierunkach filozofia i historia na uniwersytecie w Pittsburghu oraz studia teologiczne w Greckiej Prawosławnej Szkole Teologicznej Św. Krzyża w Nowym Jorku. W Seminarium Teologicznym w Chicago uzyskał stopień doktora.
Służył w etnicznie serbskich parafiach prawosławnych w Chicago oraz w różnych miejscowościach stanu Pensylwania, był również kapelanem serbskich studentów. Prowadził działania na rzecz przekształcania parafii serbskich w placówki dwujęzyczne (z użyciem języka angielskiego). W 1970 zmarła jego żona, z którą miał czwórkę dzieci.
W 1978 złożył wieczyste śluby zakonne i przyjął imię Krzysztof, po czym został wyświęcony na biskupa wschodnioamerykańskiego i kanadyjskiego. Uczestniczył w ruchu ekumenicznym, reprezentował swój Kościół w Światowej Radzie Kościołów. W 1991 otrzymał godność metropolity. Od 2009, w związku ze zmianą granic eparchii serbskich w Stanach Zjednoczonych, jego tytuł brzmiał metropolita Libertyville i Chicago.
Zmarł w 2010 na nowotwór kości i mózgu.